# Spirostreptus marginatus
Spirostreptus marginatus är en mångfotingart som beskrevs av Porath 1872. Spirostreptus marginatus ingår i släktet Spirostreptus och familjen Spirostreptidae. Inga underarter finns listade i Catalogue of Life.